# Колінківці
Колінкі́вці — село в Чернівецькій області, в Україні.

## Історія
Історія села Колінківці тісно зв'язана з історією Хотинського району. Вже у XI столітті до нашої ери тут жили численні племена сарматів. Римський історик Тацит пише, що серед народів, що називались сармати, були слов'яно-венеди. Слова підтверджуються археологічними розкопками, які свідчать, що слов'яни своїми коренями входили в різнобарвну масу, яка прийнята під назвою сарматів.
Слов'яни були відомі ще Плінію Старшому (І ст. до н. е.). він їх іменував венедами. Римський історик Птоломей (І ст. н. е.) називав венедів «Великим народом» Східної, Середньої та Південної Європи. Жили вони на північ від р. Дунай. Пізніше венеди роз'єднались на три частини, із яких східні називались антами, або слов'янами. Готський історик Йордан в VI столітті писав, що слов'яни (анти) жили на Прикарпатті, по Дністру, Пруту і біля Чорного моря.
Отже всі ці матеріали підтверджують, що на території с. Колінківці і Хотинського району в I—VII ст. жили вже слов'янські племена. Вони заселяли край по Дністру до Чорного моря і звалися тиверці. Пізніше вони влились в Київську Русь і називали себе всі віки «руськими».
У центрі села Колінківці, в урочищі Гаурянка, на лівому березі р. Рокитниці розташоване давньоруське селище XII-ХПІ ст. За 2 км на схід від села в урочищі Кордон та Сератур виявлені ранньослов'янські поселення Черняхівської культури (II—V ст. н. е.). Поблизу села виявлене перше поселення трипільської (III тисячоліття до н. е.) культури. В недатованій частині «Повісті временних літ», де мова йде про розселення східних слов'ян, літописець повідомляє, що уличі й тиверці «седяху бо по Днєстру, приседяху к Дунаєви оли до моря». З цього випливає, що літописець знає тиверців і уличів як жителів Подністров'я.
Фіофілакт Сімокатта в своїй «Історії» пише, що каган «послав Апсиха з військом і повелів йому цілковито знищити народ антів» (602 рік н. е.). Після жорстких битв Тиверія потрапила в часткову залежність кагана обрів. Пізніше при допомозі руських племен тиверці знову здобули свою незалежність.
Давньоруський літописець згадує тиверців, говорячи про події 885, 907, 944 р.р. Їх знали інші автори. Баварський монах, який в другій половині IX ст. склав опис європейських племен і народів, зазначив, що в тиверців було 148 укріплених поселень. Імператор Костянтин VII Багрянородний (905—959) у своїй праці «Про управління імперією» згадує тиверців, як залежних від київського князя. Тиверці ходили з Олегом в 907 р. і з Ігорем в 941 р. на Цареград. Після розпаду Київської держави територія Хотинщини ввійшла до складу Галицького князівства, від якого вона була відірвана монголо-татарами в 1241 р.
Татарське іго тривало понад сто років. Татари жорстоко розправлялись з місцевим населенням. Після падіння влади татар тут створилось нове руське князівство — Шипинська земля, яка в 1387 році ввійшла до складу Молдавського князівства. На початку XVI ст. Турки нападали на південні території Молдавського князівства. Населення, покидаючи свої села зруйновані турецькими набігами, тікаючи від турків, переселялись на північ на території, куди турки не здійснювали набіги. Таке переселення молдавського населення відбулось також в с. Колінківці. До цього на території Колінківців, а також у сусідніх селах жили — русини (руські люди). Так с. Колінківці поступово перетворилось на молдавське село.
В 1514 році с. Колінківці разом з Молдавською державою потрапила під владу Туреччини. Захопивши цю території, турецькі яничари безперервно грабували міське і сільське населення, палили села, убивали людей, забирали жінок і дітей в полон і продавали їх в рабство. Під час російсько-турецьких війн XVIII ст. м. Хотин кілька разів переходило в руки російських військ. Так у 1739 р. російські війська нанесли туркам тяжкої поразки біля с. Ставчани.

### Епідемія коронавірусу
У березні 2020 року село стало епіцентром поширення коронавірусної хвороби в Чернівецькій області: із 25 зареєстрованих на Буковині випадків (на 21.03.2020) 11 хворих виявлено саме в цьому селі. В селі запроваджено особливий режим в’їзду та виїзду. Також особливий режим запроваджено в кількох сусідніх селах.

## Назва села
Вперше село Колінківці згадується в одному документі, датованому 13 червня 1575 року під назвою Кулічень. З часом ця назва змінювалася, і у XVIII ст. в писемних джерелах село вперше згадується вже як Каленкауцин в 1771 році (реєстр 1771 р.) За однією з версій назва села походить від його розташування — «село на горбах» (молдавською satul pe coline). Звідси, очевидно, і назва Колінківці. І дійсно, село лежить у колисці пагорбів, окутане з усіх боків деревами, з півночі — лісами, смуга яких тягнеться аж до Карпат. За іншою версією від прізвища Колінко. На австрійських картах XVIII ст. — Колінковітц (карта 1774 р.). При переписі 1817 року — Каллікавітц.

## Географія
Колінківці розташовані на стику Хотинської височини та Новоселицької рівнини. Село є центром сільської Ради. Розташоване за 36 км від Хотина та за 20 км — від обласного центру, за 16 км від залізничної станції Магала. Через село проходить шосе обласного значення. Проживає в селі 5584 особи 26 національностей.
Найбільшими природними багатствами на території села є чорноземні ґрунти. З корисних копалин — будівельні матеріали: глина, пісковики, пісок, а також незначні запаси торфу.
Клімат помірно континентальний. Середньорічна температура повітря 7.9-8.2 °С, опадів за рік випадає 600—650 мм, весна помірно волога, тепла і починається в першій декаді березня. Сніг сходить швидко — за півтора — два тижні, температура підвищується до +15 °С. Літо помірно тепле, достатньо вологе, довге, середня температура липня +20 +25 °С. Характерна хмарність, опади; бувають грози і зливи. Осінь переважно тепла, настає в першій — другій декаді вересня. Опади випадають рідко; потім збільшується хмарність, спостерігаються короткочасні заморозки і снігопади. Зима помірно холодна. Пересічна температура січня -5 °С. Середня товщина снігового покриву — 20 см. Через село протікає ліва притока р. Прут — річка Рокитниця (Рокитна). Її загальна протяжність 30 км початок бере в колінковецькому лісі на Хотинській височині.
З північно — західної та північної сторони до села підходять ліси з переважанням бука, граба, дуба, берези. В лісах багато ягід, грибів, лікарських рослин. Тваринний світ представлено: лосями, козулями, дикими кабанами, лисицями, зайцями та іншими дрібними гризунами та великою різновидністю птахів.

## Демографія
Згідно перепису 2001 року, основна частина населення розмовляє молдавською (румунською) мовою (91,14%), менше українською (8,5%) та іншими мовами (0,31%). Хоча практично всі мешканці села володіють українською мовою.
Кількість населення:
1930: 5.023
1989: 5.354
2007: 5.245

### Мова
Розподіл населення за рідною мовою за даними перепису 2001 року:
| Мова            | Кількість | Відсоток |
| --------------- | --------- | -------- |
| румунська       | 4780      | 91.13%   |
| українська      | 446       | 8.50%    |
| російська       | 14        | 0.27%    |
| білоруська      | 2         | 0.04%    |
| гагаузька       | 1         | 0.02%    |
| інші/не вказали | 2         | 0.04%    |
| Усього          | 5245      | 100%     |

## Культура та освіта
На території села діє Колінковецький ліцей, який був побудований в 1985 року. Тривалий період його директором був нині почесний громадянин села Осколов Петро Васильович. На сьогодні в закладі функціонують школи: загальноосвітня (до 11-го класу), художня, музична (клас фортепіано та гітари), спортивна, а також комп'ютерної грамотності. У школі навчається понад 600 учнів, працюють 70 педагогів. Мова навчання українська, але також на базі школи викладається англійська, французька та румунська мови. 

## Монастир Святого Рівноапостольного князя Володимира
Монастир закладено 21 серпня 1997 року. 2004 року Митрополит Кишинівський і всієї Молдови Володимир і митрополит Чернівецький і Буковинський Онуфрій звершили освячення Свято-Володимирського храму. На території монастиря знаходяться: церква Святого рівноапостольного князя Володимира, братський корпус з будинковим храмом, господарські приміщення. Престольне свято: 28 липня — в день святого рівноапостольного князя Володимира, Хрестителя Русі.

## Символіка

### Герб
Щит поділений вилоподібним хрестом. На першій блакитній (синій) частині золотий рівносторонній хрест. На другій червоній частині квітка яблуні. На третій жовтій (золотій) частині горішок бука. В низу щита три зелені пагорби. Щит вписаний в золотий декоративний картуш і увінчаний золотою сільською короною. Унизу картуша напис «КОЛІНКІВЦІ» та «1575».
Жовтий та блакитний кольори в полях щита — колір державного прапора. В поєднанні з червоним кольором, кольори нагадують про молдовський триколор — етнічне походження села. Зелений колір пагорбів в нижній частині щита — колір прапора області. Пагорби нагадують про походження назви села від його розташування — «село на горбах» (на молдавській мові satul pe coline). Золотий рівносторонній хрест — символ того, що майже все населення сповідує Православну віру. Квітка яблуні вказує на численні сади, а горішок бука — ліси на півночі села. Напис унизу картуша «1575» — вказує на першу письмову згадку про село.

## Персоналії
З Колінківцями пов'язані долі таких визначних діячів, як:
- Анатичук Лук'ян Іванович — академік, фахівець в області термоелектрики.
- Кантарян Микола Васильович —  Митрополит Кишинівський і всієї Молдови.
- Василь Георгійович Остафійчук —  заслужений вчитель України.
- Георгій Микитович Гончарук — суддя судової палати в кримінальних справах Апеляційного суду Чернівецької області.
- Яків Ілліч Стрілецький — професор кафедри філософії і соціології Краснодарської академії MBC РФ
- Василь Михайлович Тимкул — доктор фізичних наук.
- Лілія Дмитрівна Унгурян — доктор медичних наук!
- В'ячеслав Савич Прокопчук — доктор медичних наук.
- Віктор Дмитрович Селемір — доктор фізико-математичних наук.
- Александру Даскалюк — доктор біологічних наук.
- Петро Георгійович Базаокий — радник міністра транспорту Республіки Молдова.
- Петро Володимирович Кадельник — провідний спеціаліст з цивільної оборони Служби автомобільних доріг Закарпатської області.

## Туристичні об'єкти
- Свято-Вознесенська церква збудована в 1882 році.
- Свято-Володимирський монастир — збудований в 1997 році.
- Музей історії села, відкритий в 2002 році.
- Дуб «Чапаєва» — віком близько 500 років, висотою близько 22 м, та кроною діаметром близько 24 м.
- Грязьове озеро площею 54 гектара.
- Грязьовий вулкан.